# 充行状
充行状（あておこないじょう/あてがいじょう）または宛行状とは、中世に見られる文章形式。文面に「充行」の二字が入っていることに由来する。
中世武家社会において荘園などを分譲する際の文章で用いられる。また、武家が家臣に知行を給与する際にも用いられる。中世の公文書、私文書ともにこの形式を採用している。